# Jucu de Sus
Jucu de Sus – wieś w Rumunii, w okręgu Kluż, w gminie Jucu. W 2011 roku liczyła 1596 mieszkańców.